# اکسپرس اینک
اکسپرس اینک (انگلیسی: Express, Inc.) شرکت خرده‌فروشی آمریکایی است، که در سال ۱۹۸۰ تأسیس شد.